# Cheilanthes scariosa
Cheilanthes scariosa là một loài thực vật có mạch trong họ Adiantaceae. Loài này được (Sw.) C. Presl miêu tả khoa học đầu tiên năm 1825.